# Анциструси
Анциструс је род слатководних риба од којих су све познате као анцитруси. Пореклом су из реке Амазон и њених притока. Честа је риба у акваристици, а најраширенија врста у акваријумима је Ancistrus dolichopterus.

## Изглед и особине
Анциструси су типични представници породице Loricariidae и одликују се вертикално спљоштеним телом и устима која имају улогу сисаљке. Сисаљка служи за стругање алги и микроорганизама са камења као и опирању јакој воденој струји. О осталих припадника потпородице Ancistrini разликују се ширим и краћим телом, као и широм главом. Карактеристично обележје мужјака предстaвљају „бркови“ са горње стране главе. Код женки су „бркови“ углавом одсутни или врло мали. Није позната тачна улога бркова; претпоставља се да опонашају личинке које мужјак чува и да женке у разгранатим и великим брковима виде добре очеве свог потомсва. Горња страна тела тела је тамносмеђа и прошарана је жутим тачкама. Доња страна тела је жућкаста или светлија нијанса боје тела. Анциструси су познати по својој способности да преживе у води са малим количинама кисеоника захваљујући модацикованом желуцу преко кога дишу. Рибе овога рода су углавном мирољубиве и прилагођене животу у акваријуму. Полно зрели мужјаци могу бити агресивни према осталим анциструсима оба пола. Мужјаци нарасту до 15 цм, а женке до 12 цм.

## Размножавање
Мужјак очисти пећину па у њу привлачи женку. Након мреста, женка напушта пећину и даље не игра никакву улогу у подизању млађи. Мужјак чисти јаја и одстрањује неоплођену и плесњиву икру, а затим перајима подстиче циркулацију и аерацију воде око икре. За то време мужјак не напушта пећину и не храни се. Јаја се излежу после 3-4 дана, а мужјак чува млађ првих 7 до 10 дана од излегања. Млађ је првих дана залепљена за свод и зидове пећине и храни се садржајем своје жуманчане кесице. Млади анциструси излазе из пећине у потрагу за алгама када науче да пливају, а пошто испразне садржај својих жуманчаних кесица.

## У акваријуму
Анцитруси су познати међу љубитељима акваријума због своје исхране, цењени су алгоједи и врло су корисни у сузбијању зелених алги у акваријумима. Иако су пореклом из бистрих тропских вода Јужне Америке, веома су отпорне рибе и преживљавају у веома неповољним условима.
Температура воде која им најбоље одговара креће се од 23 до 27°C, а животни век досеже до 12 година. У нормалним акваријумским условима анциструсе не треба посебно хранити, будући да се хране остацима рибље хране и алгама. У продавницама се могу купити таблете спирулине за анциструсе које ће они радо сисати. У недостатку алги може им се давати кувана блитва, зелена салата и грашак без кожице, као и краставац и остало поврће. Анциструси којима недостаје биљна храна почињу да буше листове широколисних биљака.
Анциструси су ноћне рибе које дан проводе у пећинама, које им треба обезбедити у акваријумима. У акваријумима са анцитрусима пожељно је имати грану или пањ који су извор потребне целулозе.

## Врсте
| - A. abilhoai - A. agostinhoi - A. aguaboensis - A. bodenhameri - A. bolivianus - A. brevifilis - A. brevipinnis - A. bufonius - A. caucanus - A. centrolepis - A. chagresi - A. cirrhosus - A. claro - A. clementinae - A. cryptophthalmus - A. cuiabae - A. damasceni - A. dolichopterus - A. dubius - A. erinaceus - A. eustictus - A. falconensis - A. formoso - A. fulvus | - A. galani - A. gymnorhynchus - A. heterorhynchus - A. hoplogenys - A. jataiensis - A. jelskii - A. latifrons - A. leucostictus - A. lineolatus - A. lithurgicus - A. macrophthalmus - A. maculatus - A. malacops - A. maracasae - A. marcapatae - A. martini - A. mattogrossensis - A. megalostomus - A. minutus - A. montanus - A. mullerae | - A. multispinis - A. nationi - A. nudiceps - A. occidentalis - A. occloi - A. parecis - A. pirareta - A. piriformis - A. ranunculus - A. reisi - A. salgadae - A. spinosus - A. stigmaticus - A. tamboensis - A. taunayi - A. temminckii - A. tolima - A. tombador - A. trinitatis - A. triradiatus - A. variolus - A. verecundus - A. vericaucanus |